# 15146 Галпов
15146 Галпов (15146 Halpov) — астероїд головного поясу, відкритий 11 березня 2000 року.
Тіссеранів параметр щодо Юпітера — 3,305.